# Hamirgarh
Hamirgarh (en hindi; हमीरगढ़) és un taluka situat al districte de Bhilwara del Rajasthan (Índia). És una ciutat històrica i coneguda per les indústries tèxtils. Diu la llegenda que el seu nom antic era «Bankrola» i es va convertir en nom actual després de Rana Hamir, singh del Regne de Mewar. A la ciutat, en un turó proper, hi ha construït un antic fort que domina la vila
La ciutat es troba a 19 km de la capital del districte Bhilwara. Està situada a la base de les muntanyes Aravalli. Hi ha un temple de la deessa Mahishasur Mardini Mata dalt d'un turó construït el 1527.
Hamirgarh era un feude, que contenia 12 pobles, dels reis de Mewar abans de la independència de l'Índia. La població de la ciutat ha augmentat dràsticament durant l'última dècada a causa d'una ràpida industrialització tèxtil.